# 1995 AW2
1995 AW2 är en asteroid i huvudbältet som upptäcktes den 2 januari 1995 av de båda japanska astronomerna Seiji Ueda och Hiroshi Kaneda i Kushiro.
Asteroiden har en diameter på ungefär 4 kilometer och den tillhör asteroidgruppen Baptistina.